# Paul Bouts

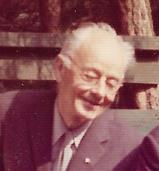
Paul Bouts

Paul Bouts (Lanklaar, 27 februari 1900 - Rotselaar, 7 maart 1999) was een Belgisch priester en frenoloog.
Bouts was vanaf 1924 leraar aan de Normaalschool (kweekschool) in Tienen. In 1926 werd hij priester gewijd. Hij ontwikkelde een nieuwe methode om het menselijk karakter te bepalen uit de frenologie, de grafologie en de fysionomie. Hierover publiceerde hij samen met zijn broer Camille Bouts zijn belangrijkste werk, het rijkgeïllustreerde La Psychognomie, lecture méthodique et pratique du caractère et des aptitudes (1931). Later schreef hij Les grandioses destinées individuelle et humaine dans la lumière de la caractérologie et de l'évolution cérébro-crânienne waarin hij een theorie ontvouwde over de voortschrijdende evolutie van de mensheid, uitgaande van de schedelvorm van de prehistorische mens (waar Bouts misdadige elementen in meende te herkennen) naar toekomstige perfectie.  Ook publiceerde hij verschillende werken over gezondheid en spiritualiteit.
In 1967 vestigde hij zich op de Middelberg in de Rotselaarse deelgemeente Wezemaal waar hij reeds van in de jaren '30 speelpleinen had georganiseerd voor kinderen uit het Brusselse om hen zo te laten genieten van de gezonde lucht. Dit was het Sint-Pauluscentrum. In 1967 bouwde hij daarnaast ook het "Sol et Vita" waarin een reformwinkel werd gevestigd in de lijn van zijn gezondheidsprincipes.
Paul Bouts overleed in 1999 en maakte in zijn nalatenschap het domein van het Sint-Pauluscentrum over aan de Focolarebeweging. Zijn werk wordt verder gezet door Sol-et-Vita te Rotselaar, waar ook zijn boeken te verkrijgen zijn.

## Galerij

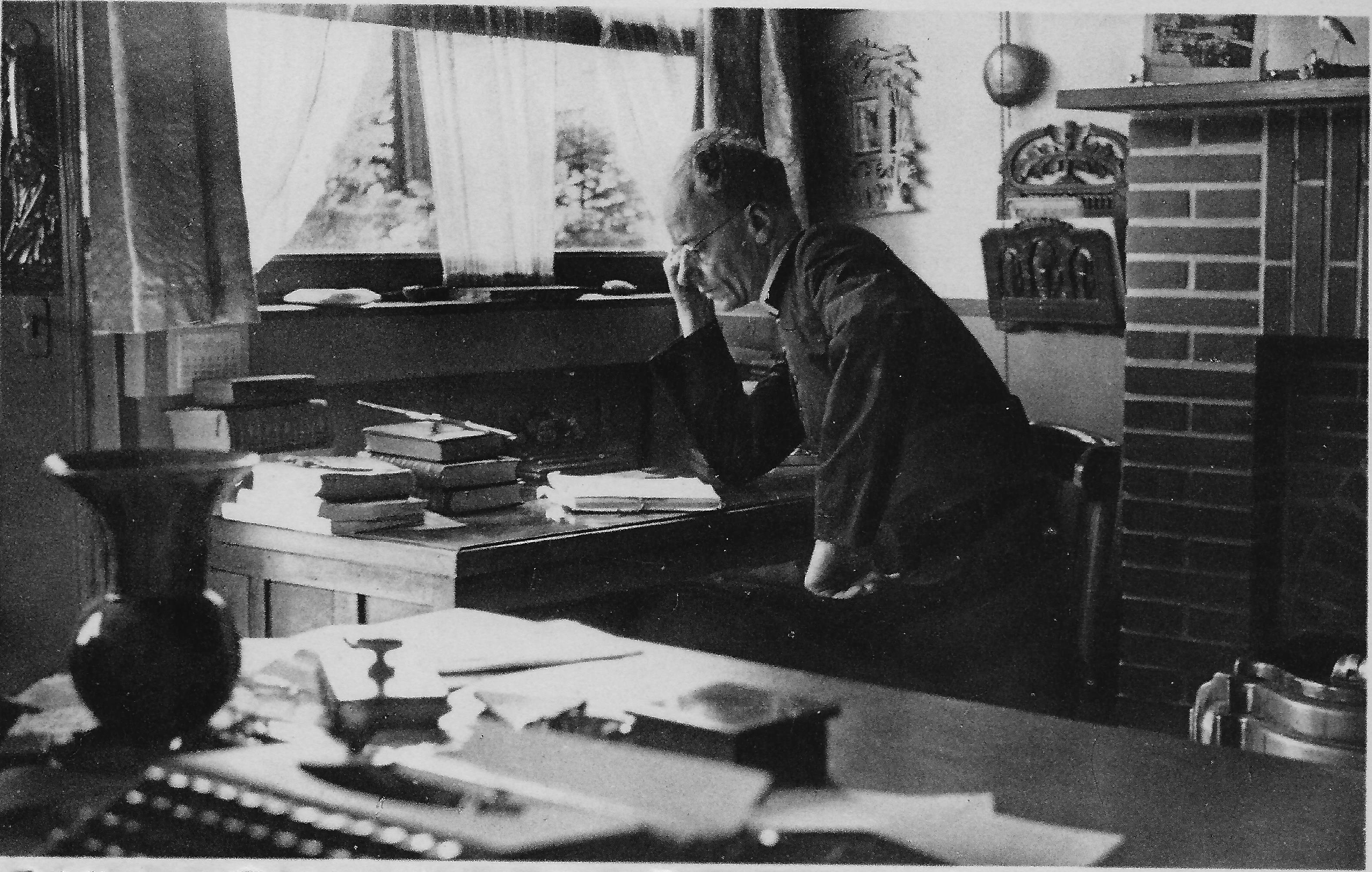
Aan het werk in de stilte van de hermitage van Vinnebosch in Wezemaal
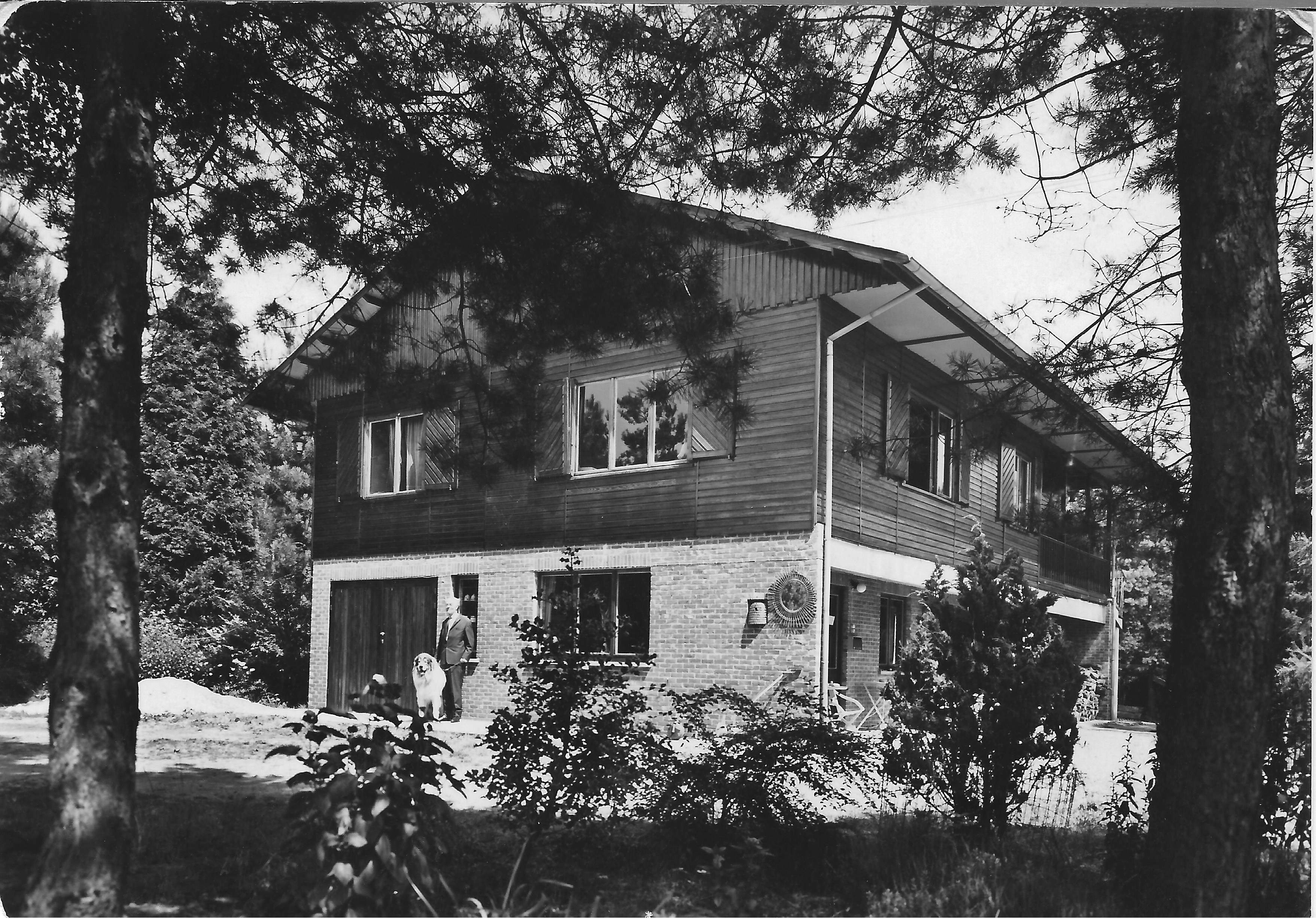
Villa "El Sol" woonstede van Prof. P. Bouts Middenbergpark- Rotselaar-in 1967
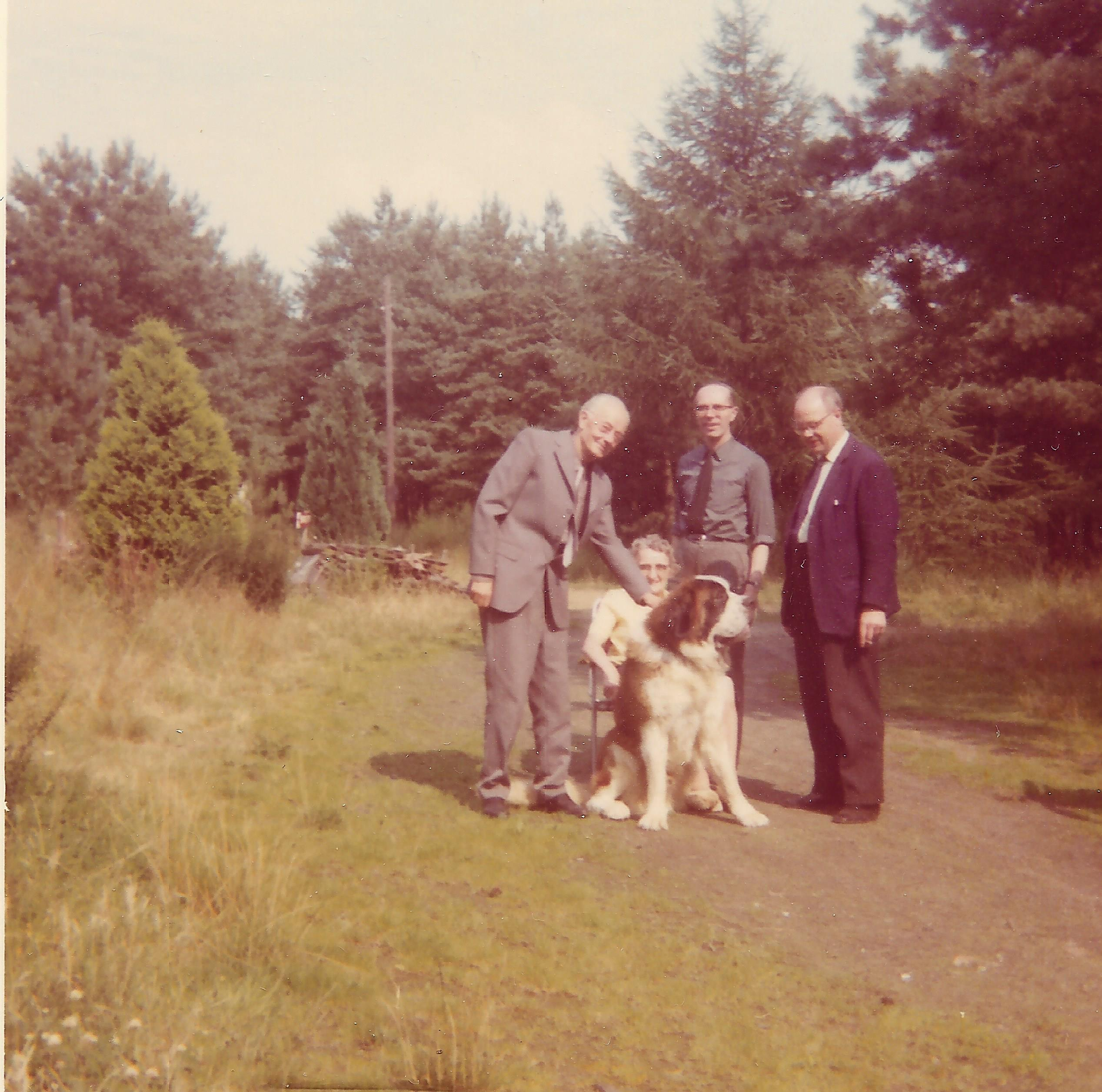
Prof. Paul Bouts is aan de linkerkant - Middenbergpark - Rotselaar- 10-08 1972
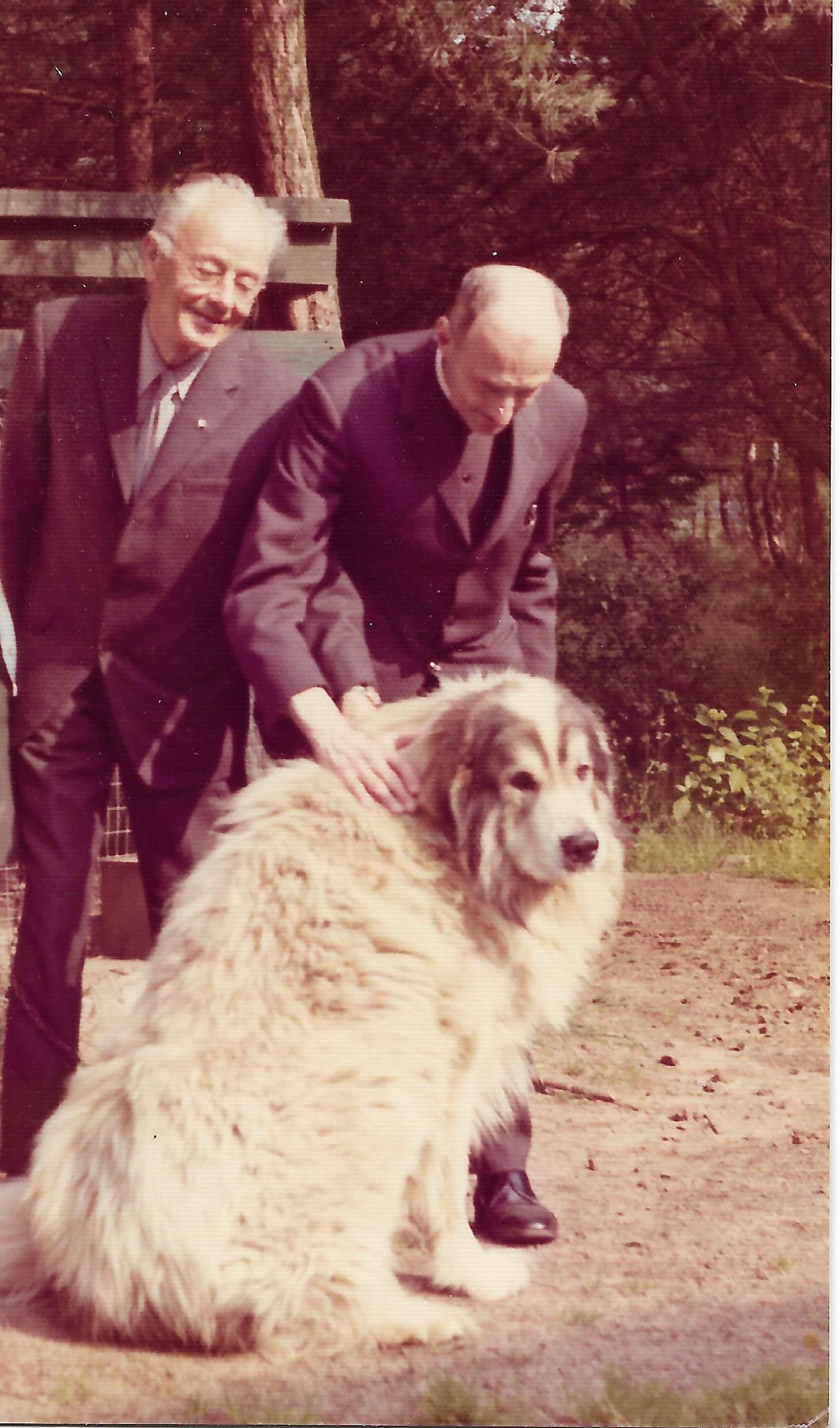
Prof. Paul Bouts is aan de linkerkant - 1978
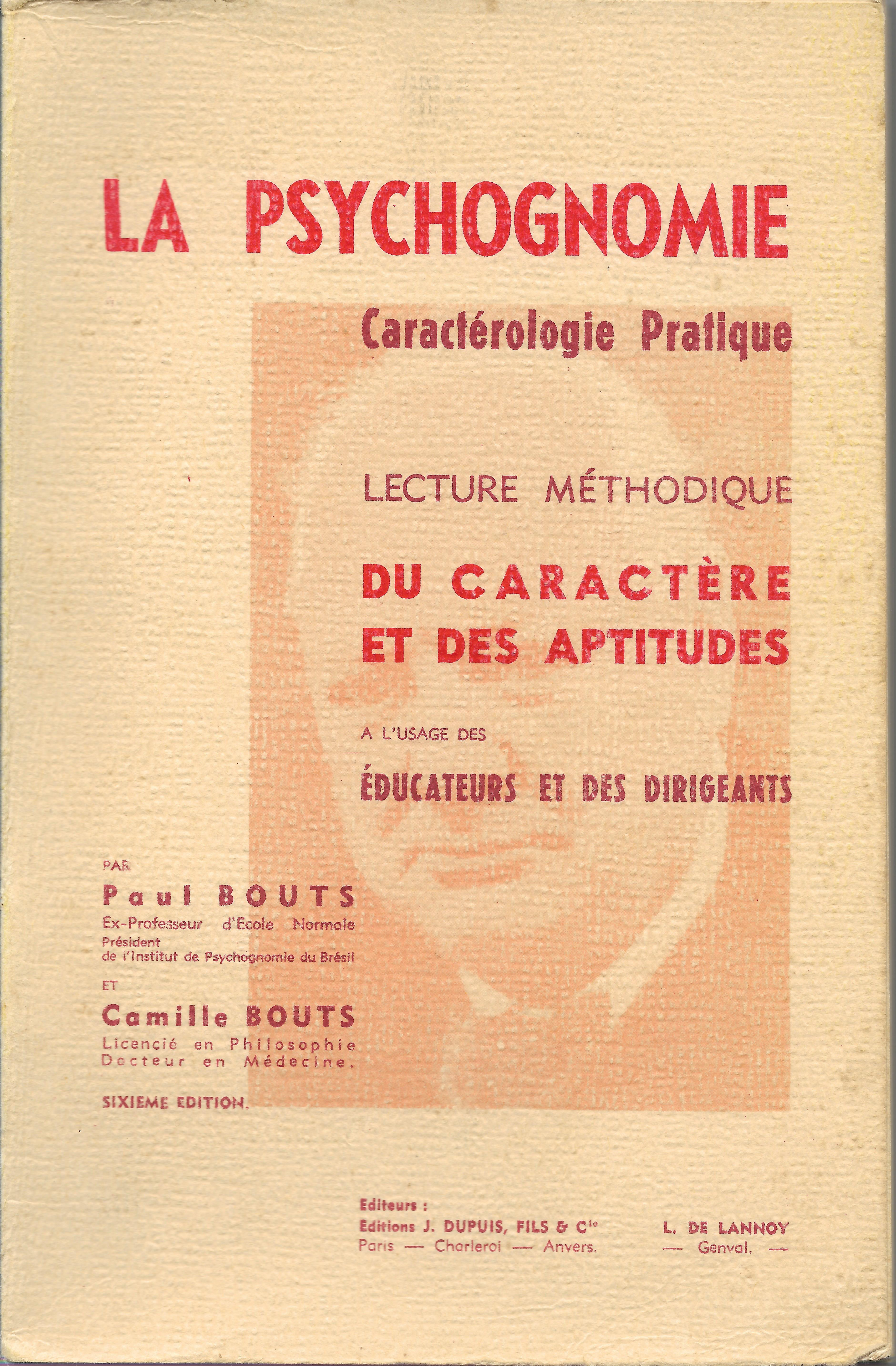
Psychognomie - Ordelijk lezen van karakters en vaardigheden voor gebruik door opvoeders en leiders - 6e editie
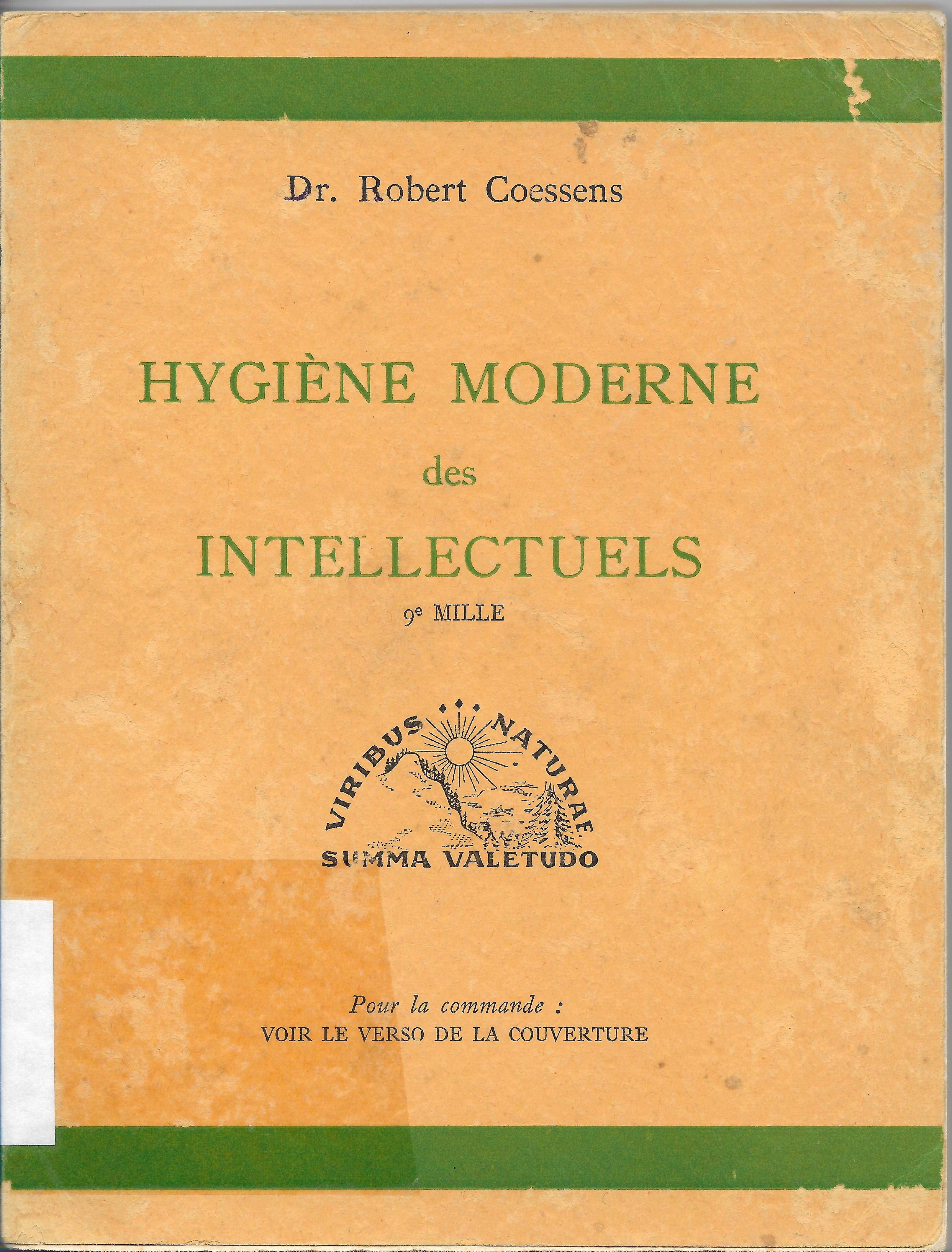
Hoe mijn organische en nerveuze weerstand te behouden en te cultiveren?
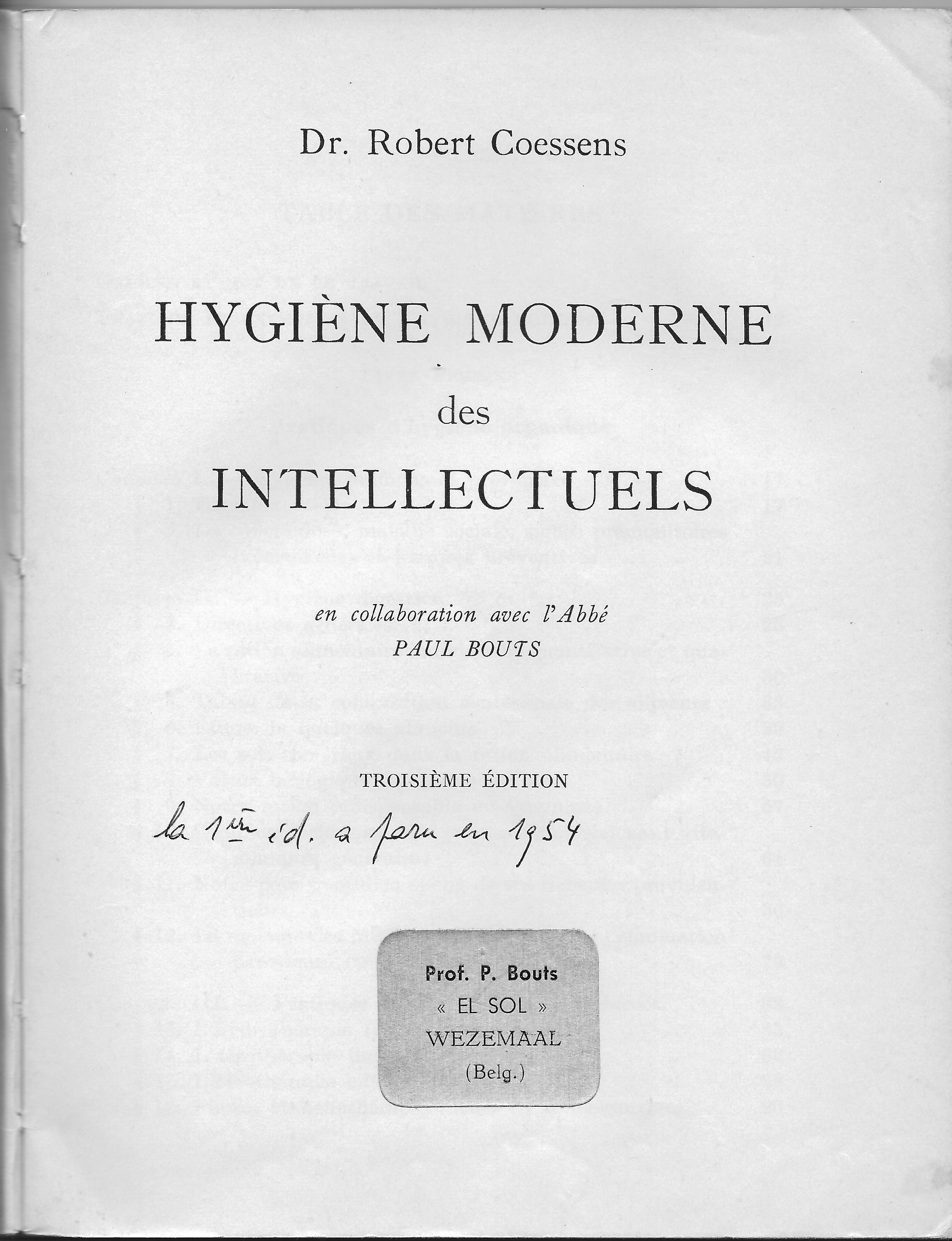
Auteur: Dr. Robert Coessens in samenwerking met Pr. Paul Bouts
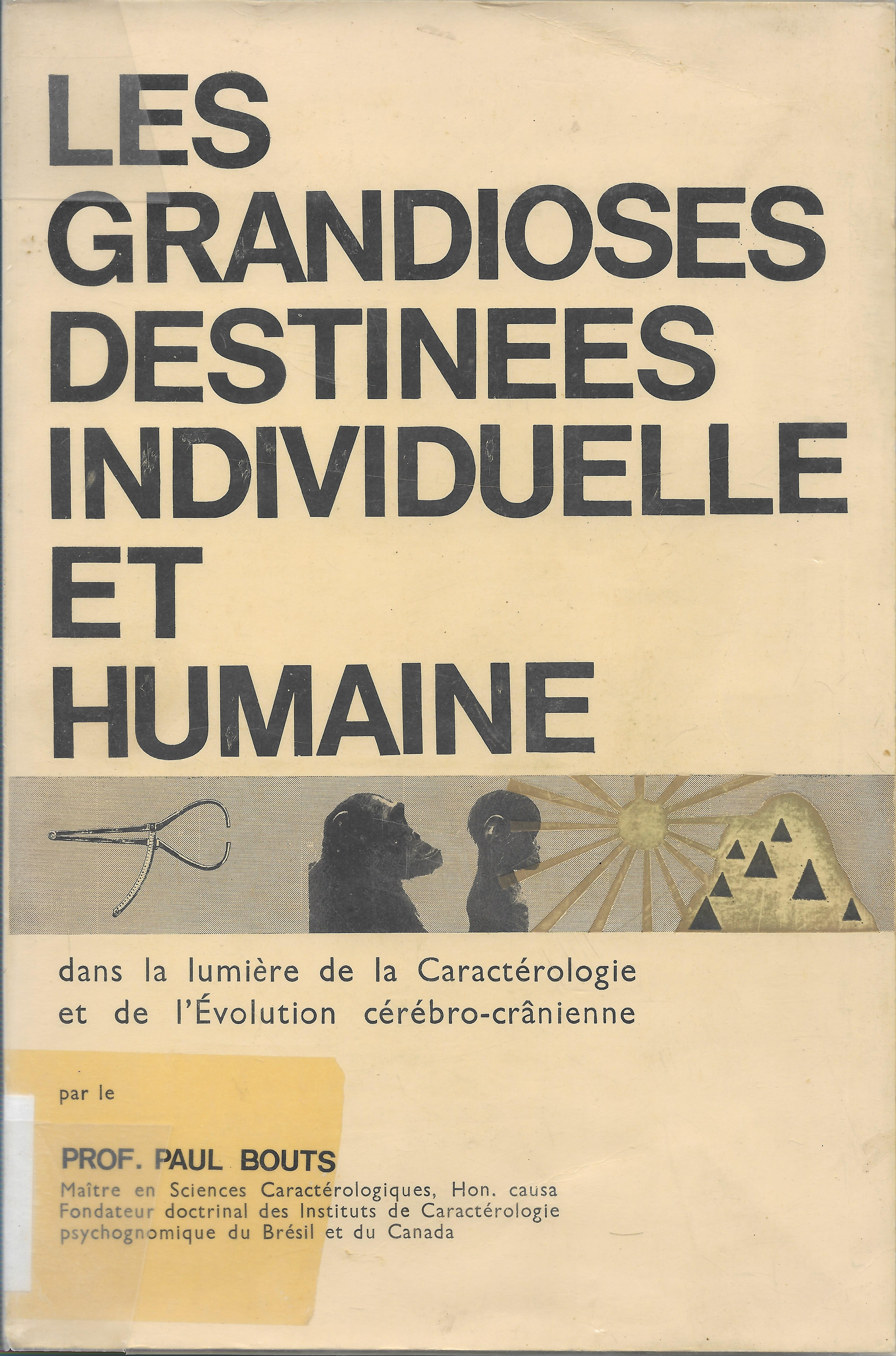
Het grandioze individuele en menselijke lot in het licht van de karakterologie en cerebrale craniale evolutie

## Voetnoten
1. ↑  Erik Meeussen. Paul Bouts. In: ODIS. Record last modified date: 20 oktober 2014. Available from World Wide Web

- International Standard Name Identifier: 0000 0003 5656 7818
- Nederlandse Thesaurus van Auteursnamen: 07120217X
- Système universitaire de documentation: 077853385
- Virtual International Authority File: 189549408
- WorldCat: E39PBJgt3cHrykf3KVBj379FKd